# Саловка (Городищенский район)
Саловка — село в Городищенском районе Пензенской области. Входит в состав Чаадаевского сельсовета.

## География
Село расположено в восточной части области на расстоянии примерно в 22 километрах по прямой к востоку-юго-востоку от районного центра Городище.
Часовой пояс
Село Саловка как и вся Пензенская область, находится в часовой зоне МСК (московское время). Смещение применяемого времени относительно UTC составляет +3:00.

## Население
| 1748  | 1859  | 1877  | 1897  | 1911  | 1926  | 1930  |
| ----- | ----- | ----- | ----- | ----- | ----- | ----- |
| 698   | ↗847  | ↗1164 | ↗1291 | ↗1484 | ↗1852 | ↘1821 |
| 1939  | 1959  | 1979  | 1989  | 1996  | 2002  | 2010  |
| ↘1723 | ↘1109 | ↘448  | ↘358  | ↗388  | ↘362  | ↘258  |

Национальный состав
Согласно результатам переписи 2002 года, в национальной структуре населения русские составляли 52 %, а татары 47 % из 362 чел..